# Quine (programmering)
 For alternative betydninger, se Quine. (Se også artikler, som begynder med Quine)
En quine er et computerprogram, der er i stand til at gemme en instans af sig selv. Quine er opkaldt efter den Amerikanske filosof Willard van Orman Quine.

## Eksempel i Java
```
class
 
Quine
 
{
 

  
public
 
static
 
void
 
main
(
String
[]
 
a
)
 
{
 

    
String
 
t
 
=
 
"class Q { \public static void main(String[] a) { String t = %c%s%c; \System.out.printf(t, 34, t, 34); } }"
;
 

    
System
.
out
.
printf
(
t
,
 
34
,
 
t
,
 
34
);
 

  
}
 

}

```